# ديلفين لالوري
ماري ديلفين مكارتي (بالإنجليزية: Delphine LaLaurie) أو ماك كارثي (19 مارس 1787 -7 ديسمبر 1849)، عُرفت أكثر باسم مدام بلانك حتى زواجها الثالث، عندها أصبحت تعرف باسم مدام لالوري، كانت شخصية بارزة من سكان الكريولي في نيو أورليانز وقاتلة متسلسلة، قتلت وعذبت العبيد في منزلها.
وُلدَت ديلفين مكارتي أثناء فترة الاستعمار الاسباني، وتزوجت ثلاث مرات في لويزيانا، وترمّلت مرتين. حافظت على مكانتها الاجتماعية في نيو أورليانز حتى 10 أبريل 1834، عندما استجاب رجال الإطفاء لحدوث حريق في قصرها في شارع رويال ستريت. اكتشفوا عبيدًا مقيدين في عليتها أظهروا أدلة على سوء المعاملة القاسي والعنيف على مدى فترة طويلة. نهبت إحدى العصابات الغاضبة من مواطني نيو أورليانز منزل لالوري في وقت لاحق. هربت إلى فرنسا مع عائلتها.
يُعدّ القصر المملوك تقليديًا لعائلة لالوري علامة فارقة في الحي الفرنسي، ويرجع ذلك جزئيًا إلى تاريخه بالإضافة إلى أهميته المعمارية. ومع ذلك، أحرقت العصابة منزلها، وأُعيد بناء «قصر لالوري» في شارع 1140 رويال ستريت بعد رحيلها من نيو أورليانز.

## النشأة وتاريخ الأسرة
وُلدت ماري ديلفين مكارتي في نيو أورليانز في 19 مارس 1787، كواحدة من خمسة أطفال. والدها لويس بارتيليمي دي مكارتي (أصلاً شوفالييه دي ماك كارثي)، الذي أحضر والده بارتيليمي (دي) ماك كارثي الأسرة إلى نيو أورليانز من أيرلندا حوالي عام 1730، خلال الفترة الاستعمارية الفرنسية. (تم اختصار اللقب الأيرلندي ماك كارثي إلى مكارتي أو دي مكارتي.) كانت والدتها ماري جين ليرابل، والمعروفة أيضًا باسم «أرملة لي كومت»، إذ كان زواجها من لويس ب. مكارتي ثاني زواج لها. برز كلاهما في مجتمع الكريول الأوروبي في المدينة. كان عمّ ديلفين، عن طريق الزواج، إستيبان رودريغيز ميرو، حاكم المقاطعات الأمريكية الإسبانية في لويزيانا وفلوريدا خلال 1785-1791، وكان ابن عمها، أوغسطين دي ماكارتي، عمدة نيو أورليانز من عام 1815 إلى 1820.

## زواجها الأول
في 11 يونيو من عام 1800، تزوجت ماري ديلفين مكارتي من دون رامون دي لوبيز إي أنغولو، ضابط إسباني رفيع المستوى أو ما يُعرَف بكاباليرو دي لا رويال دي كارلوس، في كاتدرائية سانت لويس في نيو أورليانز. أصبحت لويزيانا، كما تُلفَظ باللغة الإسبانية، مستعمرة إسبانية في ستينيات القرن التاسع عشر بعد أن هزمت فرنسا بريطانيا العظمى في حرب السنوات السبع. في عام 1804، وبعد الاستحواذ الأمريكي على ما كان آنذاك أرضًا فرنسية، عُيّن دون رامون في منصب القنصل العام لإسبانيا في إقليم أورليانز. أيضا، في عام 1804، سافرت ديلفين مع رامون لوبيز إلى إسبانيا.

## زواجها الثاني
في يونيو 1808، تزوجت ديلفين من جان بلانك، مصرفيّ بارز، وتاجر، ومحام، ومُشرّع قانوني. بحلول وقت زواجهما، اشترى بلانك منزلاً للعائلة في شارع رويال ستريت 409 في نيو أورليانز، والتي عُرفَت لاحقًا باسم فيلا بلانك. أنجبت ديلفين أربعة أطفال من بلانك، وكانت أسمائهم ماري لويز بولين، لويز ماري لوري، ماري لويز جين، وجان بيير بولين بلانك. توفي بلانك في عام 1816.

## زواجها الثالث
في 25 يونيو 1825، تزوجت ديلفين من زوجها الثالث، الطبيب ليونارد لويس نيكولاس لالوري، والذي كان أصغر سناً منها بكثير. في عام 1831، ابتاعت مُلكيّة في 1140 شارع رويال ستريت، وسجّلته باسمها دون تدخل يُذكَر من زوجها. في عام 1832 امتلكت قصرًا من طابقين بُني هناك، يُكمله غُرف مرفقة للعبيد. عاشت هناك مع زوجها الثالث واثنتين من بناتها، واحتفظت بمكانة مهمّة في مجتمع نيو أورليانز.

## تعذيب وقتل العبيد ونيران قصر لالوري 1834
أبقت عائلة لالوري على العديد من العبيد السود في غُرف العبيد المرفقة بقصرهم القابع في شارع رويال ستريت. تختلف الروايات حول معاملة ديلفين لالوري لعبيدها بين عامي 1831 و1834. كتبت هارييت مارتينو، في عام 1838 وأعادت سرد حكايات رواها سكان نيو أورليانز لها خلال زيارتها في عام 1836، ادّعت أن عبيد لالوري قد كانوا «هزيلين وبائسين بشكل استثنائي» ومع ذلك، ظهرت لالوري في العلن بشكل مهذب عمومًا مع السود، مع اهتمامها بصحة عبيدها. أظهرت سجلات المحكمة في ذلك الوقت إعتاق لالوري لاثنين من عبيدها (جان لويس في عام 1819 وديفنس في عام 1832). كتبت مارتينو عن انتشار الشائعات العامة حول سوء معاملة لالوري لعبيدها على نطاق واسع بشكل كافي لإرسال محام محلي إلى شارع رويال ستريت لتذكير لالوري بالقوانين المتعلقة بالاحتفاظ بالعبيد. خلال هذه الزيارة، لم يعثر المحامي على أي دليل على ارتكاب مخالفات أو سوء معاملة للعبيد من قبل لالوري.
سردت مارتينو أيضًا حكايات أخرى عن قسوة لالوري انتشرت بين سكان نيو أورليانز في حوالي عام 1836. وأفادت برؤية أحد جيران عائلة لالوري بعد زيارة المحامي المحلي عبدًا من عبيد لالوري، وهي فتاة تبلغ من العمر 12 عامًا تدعى ليا (أو لياه)، وهي تلقى مصرعها إثر سقوطها من على سطح قصر رويال ستريت أثناء محاولتها الهروب من عقاب ديلفين لالوري التي أرادت جَلدها بالسوط بعد أن تشابك شعر لالوري أثناء قيام ليا بتسريحه، ما تسبب في حمل دلفين لسوطها ومطاردتها لليا. دُفنَت الجثة في وقت لاحق في أرض القصر. وفقًا لمارتينو، أدّى هذا الحادث إلى فتح تحقيق مع عائلة لالوري، إذ أُدينوا على إثره بالقسوة غير القانونية وأُجبَروا على التنازل عن تسعة عبيد. أعادت لالوري شراء هؤلاء العبيد التسعة عبر وساطة أحد الأقرباء، وعادوا إلى سكنهم في شارع رويال ستريت. وبالمثل، روت مارتينو قصصًا تفيد بتكبيل لالوري للطباخ بالسلاسل إلى فرن المطبخ، وضربها لبناتها عندما محاولتهنّ إطعام العبيد.
في 10 أبريل 1834، اندلع حريق في مطبخ قصر لالوري في شارع رويال ستريت. عثرت الشرطة ورجال الإطفاء عند وصولهم إلى هناك على الطباخ، وهي امرأة تبلغ من العمر سبعين عامًا، مكبّلة بالسلاسل إلى الموقد من كاحلها. قالت في وقت لاحق إنها أشعلت النار كمحاولة انتحارية نتيجة خشيتها التعرض للعقاب. قالت إن العبيد الذين نقلوا إلى الغرفة العليا لم يعودوا أبدًا. كما ورد في تقرير لصحيفة نيو أورليانز بيي في 11 أبريل 1834، حاول المارة الذين استجابوا للنار دخول غُرف العبيد لضمان إجلاء الجميع. عند رفضت عائلة لالوري تسليم مفاتيح الغرف، خلع المارة أبواب الغرف التي عثروا فيها على «سبعة عبيد، أكثر أو أقل من ذلك، مشوهين بأفظع الطرق ... معلقين من رقابهم، مع تمزيق أطرافهم بعد شدّها من أقصى نهايتها إلى النهاية المقابلة»، إذ يُعتقد أنهم سُجِنُوا هناك لعدة أشهر.
كان القاضي جان فرانسوا كانون أحد أولئك الذين دخلوا المبنى، وأدلى بشهادته لاحقًا عمّا رآه في قصر لالوري، من بين أمور أخرى، «زنجية ... ترتدي طوقًا حديديًا» و «عجوز زنجية تلقت جرحًا عميقًا في الرأس ما جعلها أضعف من أن تكون قادرة على المشي». كشف كانون عن جواب زوج مدام لوري عندما قام بالتحقيق معه عن العبيد، إذ قال له بطريقة وقحة: «كان من الأفضل لبعض الناس بقاءهم في المنزل بدلاً من القدوم إلى منازل الآخرين لإملاء القوانين والتدخل في أعمالهم».
تضمنت نسخة من هذه القصة المتداولة في عام 1836، والتي روتها مارتينو، معاناة العبيد من الهزال، وظهور علامات الجلد بالسوط على أجسادهم، وربطهم في وضعيات تقييدية، وارتدائهم أطواق حديدية مسننة أبقت رؤوسهم مثبتة.
هاجمت عصابة من المواطنين المحليين سكن لالوري بعد انتشار الأخبار حول العبيد المضطهدين و «هدموا ودمروا كل شيء تمكنوا من وضع أيديهم عليه». استُدعي مأمور الشرطة وضباطه لتفريق الحشد، ولكن بحلول الوقت الذي غادرت فيه العصابة، كانت قد تعرضت مُلكية شارع رويال ستريت لأضرار جسيمة، إذ «لم يتبقَ أي شيء [باستثناء] الجدران». أُخِذ العبيد إلى سجن محلي، حيث عُرِضُوا للعامّة. ذكرت صحيفة نيو أورليانز بيي أنه بحلول 12 أبريل، حضر ما يصل إلى 4000 شخص لمشاهدة العبيد «لإقناع أنفسهم بمعاناتهم».
كتبت صحيفة ذا بيتسفيلد سن، نقلاً عن صحيفة نيو أورليانز أدفيرتايسير بعد عدة أسابيع من إخلاء غُرف العبيد، مُدعيةً وفاة اثنين من العبيد الذين عُثر عليهم في قصر لالوري منذ إنقاذهم. وأضافت: «لقد فهمنا... أنه عند حفر الفناء، استُخرجت الجثث، وعُثر على آخرين بعد كشف البئر المدان [في أراضي القصر]، خاصّة جثّة طفل». أعادت مارتينو ذكر هذه الادعاءات في كتابها الصادر عام 1838 بعنوان «ريتروسبيكت اوف ويسترن ترافل»، إذ حددت عدد الجثث المكتشفة بجثتين، بما في ذلك جثة الطفل.